# Storm of the Light's Bane
Storm of the Light's Bane är det svenska black metal-bandet Dissections andra fullängdsalbum, utgivet på Nuclear Blast Records 1995.

## Låtlista
| Nr           | Titel                                   | Text         | Musik               | Längd |
| ------------ | --------------------------------------- | ------------ | ------------------- | ----- |
| 1.           | At the Fathomless Depths                |              | Nödtveidt           | 1:56  |
| 2.           | Night's Blood                           | Nödtveidt    | Nödtveidt/Zwetsloot | 6:41  |
| 3.           | Unhallowed                              | Nödtveidt    | Nödtveidt/Norman    | 7:28  |
| 4.           | Where Dead Angels Lie                   | Nödtveidt    | Nödtveidt           | 5:53  |
| 5.           | Retribution - Storm of the Light's Bane | Nödtveidt    | Nödtveidt/Zwetsloot | 4:51  |
| 6.           | Thorns of Crimson Death                 | Nödtveidt    | Nödtveidt/Norman    | 8:06  |
| 7.           | Soulreaper                              | Nödtveidt    | Nödtveidt/Norman    | 6:56  |
| 8.           | No Dreams Breed in Breathless Sleep     |              | Alexandra Balogh    | 1:26  |
| Total längd: | Total längd:                            | Total längd: | Total längd:        | 43:16 |

| 1.  | At the Fathomless Depths (Unreleased alternative mix '95)                               |           | Nödtveidt           | 1:56 |
| 2.  | Night's Blood (Unreleased alternative mix '95)                                          | Nödtveidt | Nödtveidt/Zwetsloot | 6:41 |
| 3.  | Unhallowed (Unreleased alternative mix '95)                                             | Nödtveidt | Nödtveidt/Norman    | 7:28 |
| 4.  | Where Dead Angels Lie (Unreleased alternative mix '95)                                  | Nödtveidt | Nödtveidt           | 5:53 |
| 5.  | Retribution - Storm of the Light's Bane (Unreleased alternative mix '95)                | Nödtveidt | Nödtveidt/Zwetsloot | 4:51 |
| 6.  | Feathers Fell (Unreleased alternative mix '95)                                          |           |                     | 0:54 |
| 7.  | Thorns of Crimson Death (Unreleased alternative mix '95)                                | Nödtveidt | Nödtveidt/Norman    | 8:06 |
| 8.  | Soulreaper (Unreleased alternative mix '95)                                             | Nödtveidt | Nödtveidt/Norman    | 6:56 |
| 9.  | No Dreams Breed in Breathless Sleep (Unreleased alternative mix '95)                    |           | Alexandra Balogh    | 1:26 |
| 10. | Night's Blood (Unreleased demo 1994)                                                    |           |                     | 7:14 |
| 11. | Retribution - Storm of the Light's Bane (Unreleased demo 1994)                          |           |                     | 5:12 |
| 12. | Elisabeth Bathori (Tormentor-cover, Where Dead Angels Lie '96 remastered original mix)  |           |                     | 5:05 |
| 13. | Where Dead Angels Lie (Demo version, Where Dead Angels Lie '96 remastered original mix) |           |                     | 6:10 |
| 14. | Antichrist (Slayer-cover, Where Dead Angels Lie '96 remastered original mix)            |           |                     | 2:44 |
| 15. | Son of the Mourning (Where Dead Angels Lie '96 remastered original mix)                 |           |                     | 3:13 |

## Medverkande
- Jon Nödtveidt – gitarr, sång
- Johan Norman – gitarr
- Peter Palmdahl – elbas
- Ole Öhman – trummor